# Walenty Rybacki
Walenty Rybacki (ur. 4 lutego 1878 w Przeworsku, zm. 26 lutego 1959 tamże) – polski samorządowiec, burmistrz miasta Przeworska w latach 1921-1934.

## Życiorys
Urodził się jako syn Stanisława i Teresy z domu Kapusta. Uczęszczał do miejscowej szkoły podstawowej. Następnie podjął naukę w szkole budowlanej w Wiedniu, którą ukończywszy uzyskał uprawnienia do projektowania i budowy dużych obiektów. W czasie I wojny światowej został zmobilizowany i trafił na front.
Po powrocie z wojny założył w Przeworsku firmę budowlaną i betoniarnię przy ul. Zamkniętej. Jego przedsiębiorstwo realizowało wiele zamówień z terenu miasta i okolicy m.in. wzniesienie budynku Szkoły Żeńskiej, kamienic przy ul. Słowackiego 30 i 32, kamienicy przy ul. Lwowskiej 22, przychodni i sądu przy ul. Lwowskiej oraz Dworu Skaliszów na Błoniu Browarnym. Kierował też budową elektrowni przy ul. Słowackiego na terenie, który podarował miastu.
Firma Walentego Rybackiego zajmowała się również uszlachetnianiem masła, skupowanego od okolicznych chłopów. Tak przygotowany produkt wysyłano do Austrii. Proces odbywał się w tzw. Domu Maślarza, znajdującym się obecnie w Skansenie Pastewnik w Przeworsku.
W 1921 został wybrany burmistrzem i pełnił tę funkcję do 1934. 19 stycznia 1934 uhonorowany został tytułem honorowego obywatela Miasta Przeworska. 26 lipca 1944 został wybrany burmistrzem przez prawowite władze, 2 sierpnia jednak komuniści pozbawili go tego urzędu.
Walenty Rybacki należał do Towarzystwa Gimnastycznego „Sokół” w Przeworsku, pełnił funkcję chorążego, a w czasie wojny przechowywał pamiątki sokole. Nigdy nie założył rodziny. Zmarł 26 lutego 1959 w Przeworsku. Pochowany na Starym Cmentarzu w Przeworsku.